# Balakh Sher Mazari
Pour les articles homonymes, voir Sher et Mazari.
Mir Balakh Sher Mazari (en ourdou : بلخ شیر مزاری), né le 8 juillet 1928 dans le district de Rahim Yar Khan (province du Pendjab, Raj britannique) et mort le 4 novembre 2022, est un homme d'État et chef de tribu pakistanais. 
Il est Premier ministre à titre provisoire du 18 avril au 26 mai 1993, à la suite de la destitution du Premier ministre Nawaz Sharif par le président de la République Ghulam Ishaq Khan. Ce limogeage, contesté par Nawaz, a été cassé par un jugement de la Cour suprême.

## Biographie

### Jeunesse et études
Balakh Sher Mazari est né le 8 juillet 1928 dans le village de Kot Karam Khan, situé dans le district de Rahim Yar Khan, dans la province du Pendjab, alors situé dans le Raj britannique. 
Il sort diplômé de l'Aitchison College de Lahore en 1945.

### Chef de tribu
Balakh Sher Mazari est issu d'une famille tribale, son père ayant été chef de la tribu Mazari. Il obtient ainsi les titres de « Mir » et « Sardar ». 

### Premier ministre à titre provisoire
Balakh Sher Mazari  commence sa carrière politique en 1951, puis est élu membre de l'Assemblée constituante, puis membre de l'Assemblée nationale et provinciale. 
Le 18 avril 1993, il est nommé Premier ministre par intérim dans le but de préparer les prochaines élections, à la suite de la destitution de son prédécesseur Nawaz Sharif par le président de la République Ghulam Ishaq Khan. Ses fonctions se terminent le 26 mai quand la Cour suprême annule la décision du président, qui réinstaure Sharif au poste de Premier ministre.